# Amazon Fire HD
De Fire HD is een tabletcomputer van het Amerikaanse bedrijf Amazon. Het is de opvolger van de Fire en is verkrijgbaar in drie verschillende versies: een met een 7 inch (17,8 cm)-scherm en twee met een 8,9 inch (22,6 cm)-scherm, waarvan er één met 4G-functionaliteit. Op 13 maart 2013 werd bekend dat de wifi-versies van de Fire HD naar Europa worden verscheept, maar dat de Benelux vooralsnog wordt overgeslagen.

## Software
De Fire HD maakt gebruik van het besturingssysteem Android 4.0 "Ice Cream Sandwich", een upgrade ten opzichte van de eerste Kindle Fire die versie 2.3 gebruikt. Net zoals vele andere Android-fabrikanten gooit Amazon over de grafische interface een eigen grafische schil heen, alleen is deze veel ingrijpender veranderd en heeft het een veel beperkender karakter. De interface toont de applicaties op planken, vergelijkbaar met een boekenkast. Deze applicaties kunnen alleen gedownload worden via de Amazon App Store. De tablet maakt geen gebruik van de standaard Android-webbrowser, maar een die door Amazon zelf is ontwikkeld, de Amazon Silk-browser. Met deze versies worden gebruikersprofielen geïntroduceerd voor familieleden, alsook "FreeTime", waardoor het opslaggeheugen beperkt kan worden voor applicaties of het apparaat zelf. Het besturingssysteem brengt Amazon uit onder de naam Fire OS.

## Fysieke kenmerken
De 7-inch-versie (17,7 cm) heeft een schermresolutie van 1280×800 pixels. De 8,9 inch-modellen (22,6 cm) hebben daarentegen een full-hd-resolutie van 1920×1200 pixels. Net zoals het origineel hebben de modellen een scherm dat gemaakt is van Gorilla Glass dat 16 miljoen kleuren kan weergeven.
De 7 inch-tablet draait op een TI OMAP 4460-processor van 1,2 GHz, dit in tegenstelling tot de 8,9 inch-tablets die over een 4470-processor van 1,5 GHz beschikken. De processor bestaat in beide modellen uit twee kernen, wat ook wel "dualcore" genoemd wordt. Het opslaggeheugen voor de wifi-modellen bestaan uit 16 GB en 32 GB, voor het 4G-model kan men kiezen tussen 32 GB en 64 GB. Via Amazon Drive, een opslagdienst vergelijkbaar met Google Drive en Dropbox, kan het opslaggeheugen verder uitgebreid worden. 
De tablets beschikken allemaal over één camera van 1,3 MP aan de voorkant om te kunnen videobellen. De tablets hebben drie ingangen: een voor USB, een voor HDMI en een hoofdtelefoonaansluiting.

## Modellen
| Jaar | Naam                        | Beelddiagonaal  |
| ---- | --------------------------- | --------------- |
| 2012 | Kindle Fire HD 7" en 8.9"   | 23 cm           |
| 2013 | Kindle Fire HD 7"           | 18 en 23 cm     |
| 2014 | Fire HD 6 en HD 7           | 15, 18 en 23 cm |
| 2015 | Fire HD 8 en HD 10          | 20 en 26 cm     |
| 2016 | Fire HD 8                   | 20 cm           |
| 2017 | Fire HD 8 en HD 10          | 20 en 26 cm     |
| 2018 | Fire HD 8                   | 20 cm           |
| 2019 | Fire HD 10                  | 26 cm           |
| 2020 | Fire HD 8 en Fire HD 8 Plus | 20 cm           |